# 巴寡妇清
清（?—?），是中国秦朝巴蜀地区的寡婦，商人，又稱寡妇清、巴清、蜀清。其先世发掘丹砂，数代得利。清是寡妇，能守先人之业，用钱财自我防衛，保住家族產業，不讓盜賊侵犯。秦始皇帝因她是贞妇以客相待。为她修筑「女怀清台」。据说重庆市长寿区的贞女山就是女怀清台遗址。

### 電視劇
- 尋秦記（2001年）：郭羨妮飾琴清
- 巴清传奇：范冰冰飾巴清